# Tessa Knaven
Tessa Knaven (Arnhem, 4 december 1971), is een Nederlandse voormalig roeister. Ze vertegenwoordigde Nederland op verschillende grote internationale wedstrijden. Eenmaal nam ze deel aan de Olympische Spelen, maar won bij die gelegenheid geen medaille.
Op de Olympische Spelen van 1996 in Atlanta maakte ze op 24-jarige leeftijd haar olympisch debuut op het roeionderdeel acht met stuurvrouw. De roeiwedstrijden werden gehouden op Lake Lanier, 88 kilometer noordoostelijk van Atlanta. Via de eliminaties (6.32,71) en de herkansing (6.08,85) plaatste de vrouwenacht zich voor de finale. Met een tijd van 6.31,11 finishte de Nederlandse ploeg op een zesde plaats. De finale werd gewonnen door de Roemeense ploeg, die in 6.19,73 over de finish kwam.
Knaven was aangesloten bij studentenroeivereniging Gyas in Groningen. Ze werd psychologe.

## Palmares

### roeien (acht met stuurvrouw)
- 1994: 4e WK in Indianapolis - 6.10,00
- 1995:  WK in Tampere - 6.54,25
- 1996: 6e OS in Atlanta - 6.31,11
- 1997:  Wereldbeker III in Luzern - 6.21,40

Femke Boelen · 
Marleen van der Velden · 
Astrid van Koert · 
Marieke Westerhof · 
Rita de Jong · 
Tessa Knaven · 
Tessa Appeldoorn · 
Muriel van Schilfgaarde · 
Jissy de Wolf (stuurvrouw)